# Bacewicz, Tansman – Piano Concertos
Bacewicz | Tansman – Piano Concertos albo Tansman, Bacewicz: Piano Concertos – album z koncertami fortepianowymi Aleksandra Tansmana i Grażyna Bacewicz w wykonaniu Julii Kociuban oraz Orkiestry Filharmonii Łódzkiej im. Artura Rubinsteina pod batutą Pawła Przytockiego. Płytę 9 grudnia 2019 wydała oficyna DUX Recording Producers (nr kat. DUX 1612). Nominacja do Fryderyka 2020 w kategorii Album Roku Muzyka Koncertująca.

## Lista utworów
| Bacewicz / Tansman – Piano Concertos – 2019 | Bacewicz / Tansman – Piano Concertos – 2019            | Bacewicz / Tansman – Piano Concertos – 2019 | Bacewicz / Tansman – Piano Concertos – 2019 |
| Nr                                          | Tytuł utworu                                           | Muzyka                                      | Długość                                     |
| ------------------------------------------- | ------------------------------------------------------ | ------------------------------------------- | ------------------------------------------- |
| 1.                                          | „Allegro moderato” (I Koncert fortepianowy (1925))     | Aleksander Tansman                          | 7:38                                        |
| 2.                                          | „Lento” (I Koncert fortepianowy (1925))                | Aleksander Tansman                          | 6:04                                        |
| 3.                                          | „Intermezzo scherzino” (I Koncert fortepianowy (1925)) | Aleksander Tansman                          | 1:44                                        |
| 4.                                          | „Allegro molto” (I Koncert fortepianowy (1925))        | Aleksander Tansman                          | 5:31                                        |
| 5.                                          | „Allegro moderato” (Koncert fortepianowy (1949))       | Grażyna Bacewicz                            | 8:38                                        |
| 6.                                          | „Andante” (Koncert fortepianowy (1949))                | Grażyna Bacewicz                            | 7:21                                        |
| 7.                                          | „Molto allegro” (Koncert fortepianowy (1949))          | Grażyna Bacewicz                            | 6:48                                        |
|                                             |                                                        |                                             | 43:44                                       |